# Пјетра Пиката (Маса-Карара)
Пјетра Пиката је насеље у Италији у округу Маса-Карара, региону Тоскана.
Према процени из 2011. у насељу је живело 23 становника. Насеље се налази на надморској висини од 858 м.